# Эллисон, Ребекка
Ребекка Эллисон (англ. Rebecca Allison; род. 21 декабря 1946 года; штат Миссисипи, США) — американский кардиолог и транс-активист. Она была президентом Gay and Lesbian Medical Association (GLMA) и председателем Консультативного комитета Американской медицинской ассоциации по вопросам лесбиянок, геев, бисексуалов и трансгендерных людей.

## Биография
Эллисон родилась в Гринвуде, штат Миссисипи. Её родители — Эррол Уорд Аткинсон (англ. Errol Ward Atkinson) и Мэйбл Блэквелл Аткинсон (англ. Mabel Blackwell Atkinson). В 1993 году, когда она жила в Джексоне, штат Миссисипи, Эллисон совершила трансгендерный переход.

## Карьера
Эллисон окончила с отличием Медицинский центр в Джексоне Университета Миссисипи в 1971 году. После того, как она начала работать по профессии, в 1985 году она вернулась в школу, чтобы изучать кардиологию, работая в этой области с 1987 года. Позже она переехала в Феникс, штат Аризона и начала работать в Cigna. C 1998 по 2012 год она занимала должность начальника в отделении кардиологии. В это же время она занялась частной практикой. Журнал «Феникс» назвал Эллисон одним из «Лучших врачей» в Фениксе за 2006—2008 годы.

## Правозащитная деятельность
В 1998 году Эллисон создала проект drbecky.com, посвященный медицинским, юридическим и духовной помощи трансгендерным людям. Сайт включает в себя подборку законодательных актов по изменению пола в свидетельстве о рождении, брошюру Дугласа Остераута по феминизирующей лицевой хирургии, критику спорной книги «The Man Who Would Be Queen» Дж. Майкла Бейли. Сайт Эллисон часто цитируется в руководствах по охране здоровья ЛГБТ-людей. Эллисон принимала участие в разработке Резолюции AMA 22 «Removing Financial Barriers to Care for Transgender Patients». Эллисон также активно участвует в Soulforce и ранее ежегодно организовывала День памяти трансгендерных людей в Фениксе вместе со своим партнером Марго Шаффером.

## Избранная библиография
- Allison RA (2007). Transsexualism. In Fink G (ed.) Encyclopedia of Stress (2nd Edition). Elsevier, ISBN 978-0-12-088503-9
- Allison RA (2007). Transsexualism. In Pfaff D, Arnold A, Etgen A, Fahrbach S, Rubin R (eds.) Hormones, Brain, and Behavior (2nd Edition). Elsevier, ISBN 978-0-12-532104-4